# Albert Pujols
José Alberto Pujols Alcántara (Santo Domingo, 16 de janeiro de 1980) é um jogador dominicano de beisebol. Jogou pelo St. Louis Cardinals, de 2001 a 2011, e atualmente defende o Los Angeles Dodgers da Major League Baseball. É primeira-base. Ele é largamente considerado um dos melhores jogadores da atualidade.
Durante 2001 até 2006, Pujols liderou as ligas maiores em RBIs (758), corridas (748), bases totais (2.193) e rebatidas extrabase (522); foi segundo em home runs (250), rebatidas (1.159), duplas (260) e terceiro em média de rebatidas (.3315). Nos últimos anos, Pujols tornou-se um ótimo defensor na primeira base, ganhando a Luva de Ouro em 2006. Naquele ano, ele veio a ser o primeiro jogador na história da MLB a rebater 30 ou mais home runs em cada uma de suas seis primeiras temporadas, e o mais jovem a rebater 250 home runs. Em 2007, ele estendeu essa seqüência para sete anos consecutivos em 22 de agosto, com um HR (#280 de sua carreira) no Busch Stadium, contra o Florida Marlins. Pujols também é o primeiro jogador desde Ted Williams (8 anos; 1939-42 e 1946-49) a começar sua carreira com sete temporadas seguidas de 100 RBIs, após rebater um HR (#282 de sua carreira) em 26 de setembro de 2007, fora de casa contra o Milwaukee Brewers.
Participante de oito Jogos das Estrelas, foi o MVP da NLCS em 2004 e da Liga Nacional em 2005. Albert Pujols foi campeão da World Series de 2006 e 2011 com os Cardinals.